# Municipalitatea Tijuana, Baja California

Zona municipalităţii Tijuana pe harta statului Baja California.

Tijuana este un municipalitate din statul Baja California, Mexico.
1. ↑   http://www.inafed.gob.mx/work/enciclopedia/EMM02bajacalifornia/municipios/02004a.html Lipsește sau este vid: |title= (ajutor)
2. 1 2   http://www.snim.rami.gob.mx/ Lipsește sau este vid: |title= (ajutor)
3. ↑  Institutul național de statistică, geografie și informatică
4. ↑   http://tucodigo.mx/index.php?estado=2&mpio=4&b_query=mpio Lipsește sau este vid: |title= (ajutor)